# 1996 TW
1996 TW är en trojansk asteroid i Jupiters lagrangepunkt L4. Den upptäcktes 5 oktober 1996 av den amerikanske astronomen Dennis di Cicco i Sudbury i Massachusetts.
Asteroiden har en diameter på ungefär 41 kilometer.